# Arte cicládica
A arte cicládica foi a arte produzida durante a Civilização Cicládica. A arte do Cicládico Antigo I é melhor representada nas ilhas de Paros, Antiparos e Amorgos, enquanto a do Cicládico Antigo II é vista principalmente em Siros, e a do Cicládico III em Melos. Havia artesãos especializados (fundadores, ferreiros, ceramistas, escultores), no entanto, ainda hoje não é possível provar se viviam de seu trabalho. Suas ferramentas eram utilizadas para a confecção de ídolos e vasos ou para usos gerais em mármore, uma matéria-prima abundante nas Cíclades. Nesse tempo o mármore ao invés de ser explorado em minas, era nivelado com grandes quantidades de terra. O esmeril (proveniente de Naxos), as pedra-pomes (provenientes de Tera) e areia eram utilizadas para o polimento e acabamento das peças.

## Cerâmica e obras em pedra

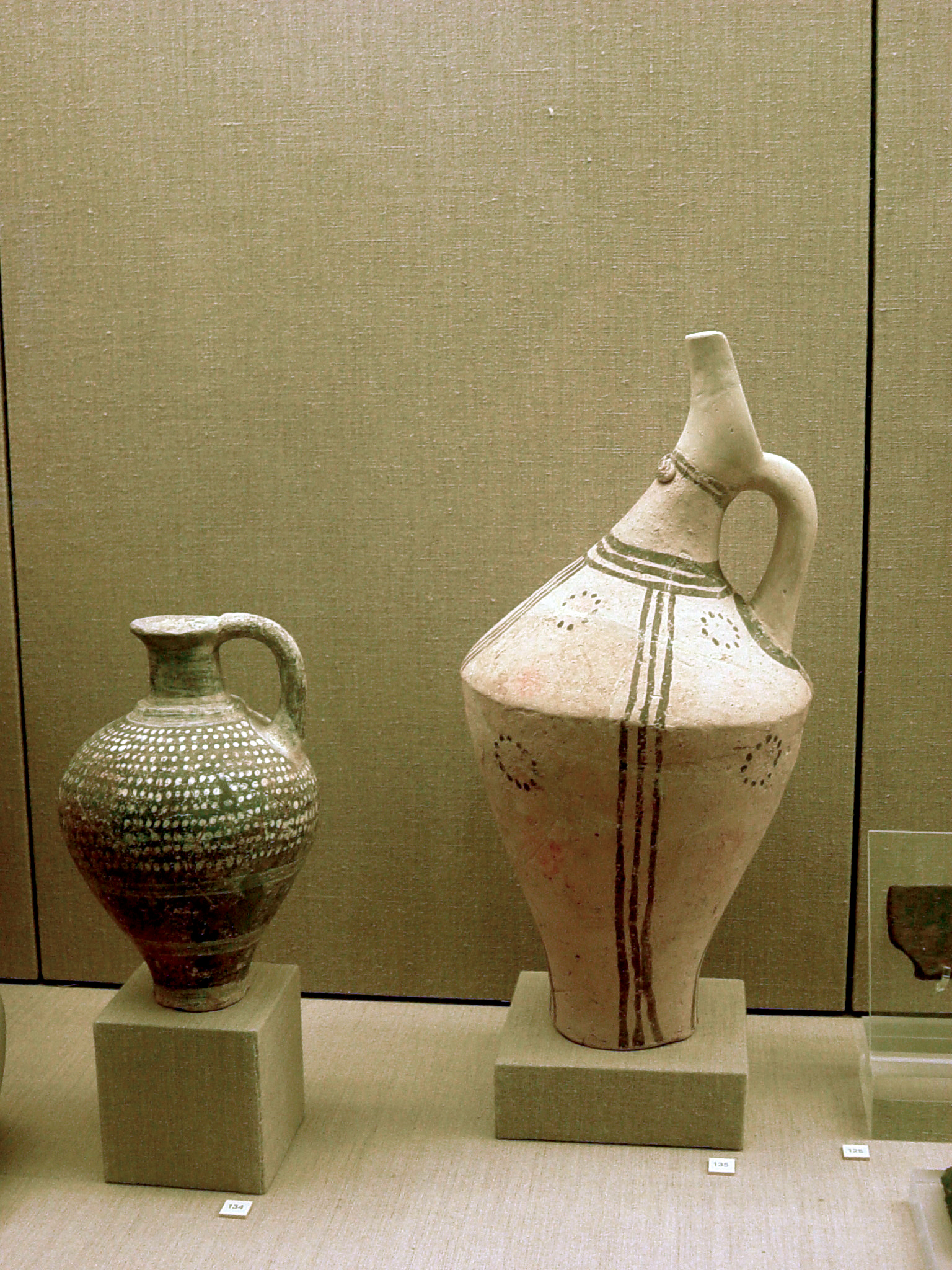
Cerâmica cicládica.

Píxides, frigideiras com decoração incisa, ascos, suporte para frutas com hastes altas, depata amphikypella, jarros de bico com pescoço comprido e corpo globular e vasos de armazenamento com alças e formas antropomórficas são algumas das principais formas datadas da Idade do Bronze Antiga. As "frigideiras" cicládicas, termo provavelmente atribuído erroneamente a este tipo de artefato, são pensadas pela maioria dos estudiosos como não tendo sido utilizadas para cozinhar, mas talvez como amuletos ou espelhos (foi testado tal propriedade e, segundo estudos, azeite de oliva escuro possui grandes propriedades refletoras nos artefatos), no entanto, por ainda hoje serem poucos os artefatos deste tipo encontrados é difícil especular as reais finalidades destes objetos. Outras criações importantes dos cicládicos foram as peças de terracota, ou seja,  argila torrada e endurecida após cozimento em forno ou fogueira; tal prática surgida na Mesopotâmia, seguiu seu rumo pelo Chipre, continente grego e Cíclades na metade do milênio III a.C..

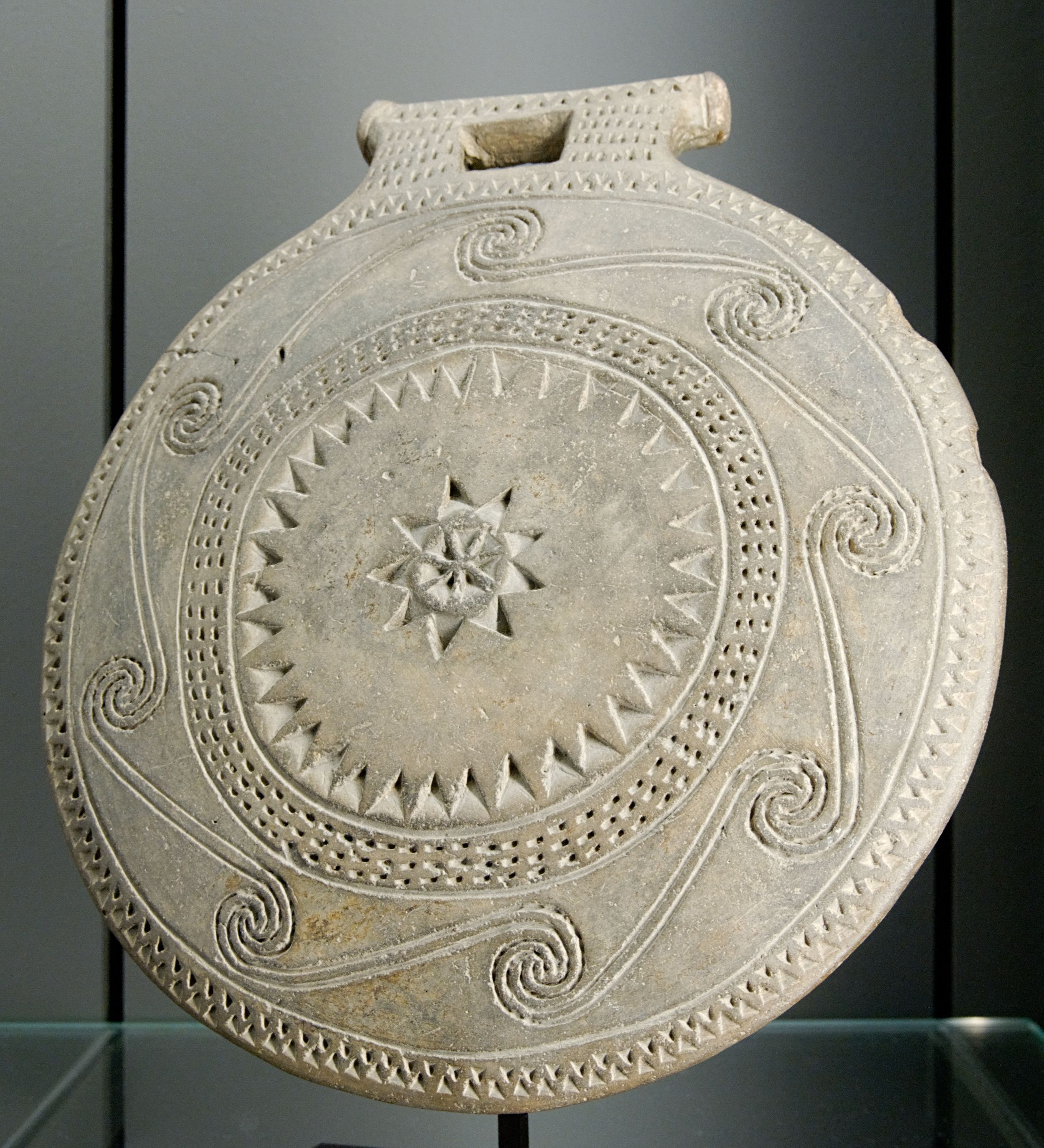
"Frigideira" com espirais incisas decorativas do Cicládico Antigo I-II.

Durante a Idade do Bronze Médio há o desenvolvimento da decoração pintada com o uso de marrom escuro ou vermelho polido sobre uma superfície branca ou de cor clara e suas principais formas são jarras simples ou de bico, jarra com forma de aves e pitos que foram decorados com motivos curvilíneos abstratos ou motivos florais. Além disso, surge nesse período a cerâmica conhecida como cerâmica pintada-matt, uma variante da cerâmica mínea: cerâmica de padrões retilíneos aplicados em preto fosco ou lilás sob uma superfície branca porosa.  A mudança mais significativa das composições da Idade do Bronze Tardia é a utilização de motivos decorativos com animais (aves, golfinhos), vegetais (juncos, palmeiras, lírios, açafrão) e figuras humanas.
Utensílios domésticos (almofarizes, pilões) e vasos (tigelas simples, copos cônicos, paletas retangulares, crateras, píxides, frigideiras, lampadas a óleo, etc.) foram feitos com xisto, esteatita, rochas vulcânicas e, às vezes, mármore e, no caso dos vasos, eram decorados com incisões lineares em ângulo e espirais; houve exemplos de vasos de pedra em forma animal (suínos, ovinos), humana e de construções.

## Figurinhas

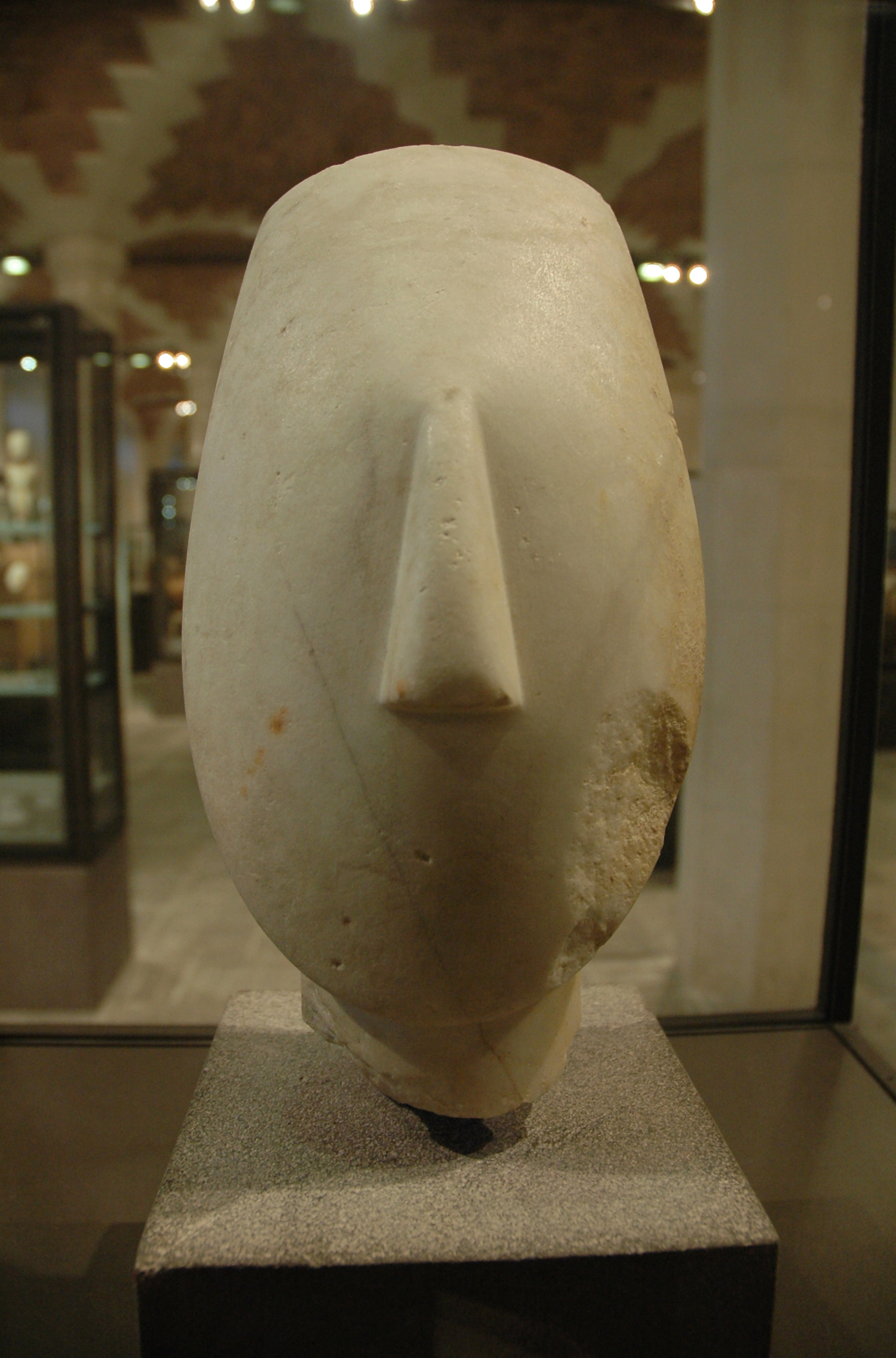
Figura cicládica da Cultura Ceros-Siros.

Durante a Idade do Bronze foram produzidos pelos cicládicos figurinhas antropomórficas e zoomórficas feitas de argila, osso, conchas, pedra e principalmente mármore que foram encontrados em casas, túmulos e santuários. Os modelos zoomórficos cicládicos (alguns de caráter ritual) são principalmente de argila ou mármore e representam animais (cabra, ovelha, gado) e pássaros; durante a Idade do Bronze Tardia tais modelos foram criados e decorados segundo estilo micênico.

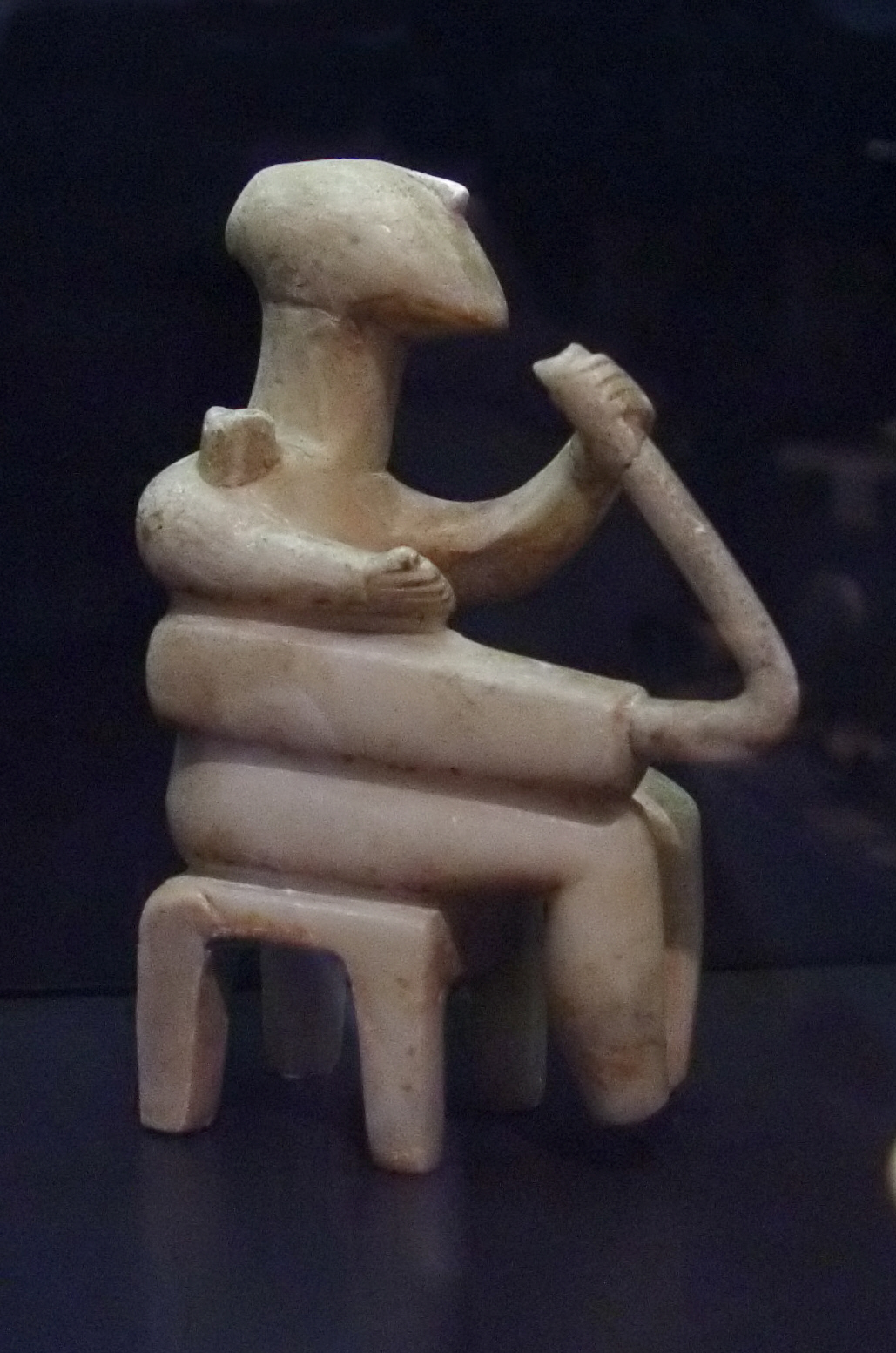
Figura de um tocador de harpa.

As mais características figurinhas (ou ídolos) foram as figurinhas planas, em sua maioria do sexo feminino (às vezes grávidas), de obsidiana e mármore branco esculpido, que muitas vezes recebiam pigmentos produzidos com materiais locais, como a azurita para o azul e o minério de ferro para o vermelho. Expressam notável sensibilidade para a forma e implementação do real e do imaginário. Podem ser encontradas desde Portugal até o Delta do Danúbio, e especialmente em todo o Egeu, sugerindo que eram populares entre os habitantes de Creta e do continente. Entre todos os encontrados os mais famosos aparentam ser duas representações (um tocando harpa e o outro tocando flauta) datadas de 2 500 a.C. que são considerados, às vezes, "Os primeiros músicos do Egeu".

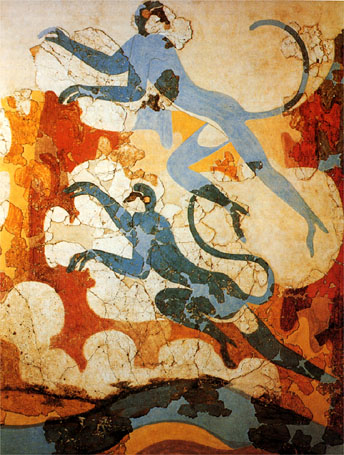
Afresco dos macacos azuis em Acrotíri.

A maioria dos escritores que têm considerado estes artefatos do ponto de vista antropológico ou psicológico têm assumido que eles são representativos de uma Deusa mãe da natureza, em uma tradição contínua com as figuras femininas do neolítico, como a Vênus de Willendorf. Embora alguns arqueólogos concordem, esta impressão não é consensual entre os arqueólogos, entre os quais não há consenso sobre seu significado. Eles têm sido diversamente interpretados como ídolos dos deuses, imagens da morte, bonecas para crianças, e outras coisas. Segundo Vermeule eles eram "mais do que bonecas e provavelmente menos que ídolos sagrados". As sugestões de que essas imagens foram ídolos no sentido literal não são suportadas por qualquer evidência arqueológica. Tais ídolos foram, aparentemente, enterrados igualmente com homens e mulheres, no entanto, não foram encontrados em todos os túmulos.

## Afrescos
Os cicládicos começaram a produção de afrescos durante a Idade do Bronze Final e estes consistem em pinturas murais sob uma argamassa de cal úmido. Suas cores eram extraídas de fontes vegetais e minerais (preto, branco, vermelho, azul e amarelo) e suas representações podiam ser de pessoas (muitas vezes em cenas religiosas), natureza morta, paisagens animais e marinhas e paisagens com vegetação abundante que eram emolduradas por temas abstratos decorativos.

## Ferramentas
As ferramentas cicládicas eram produzidas com diversos materiais: cobre e bronze para machados, formões, furadeiras, serras, pregos; obsidiana e sílex para facas e foices; quartzo para raspadores, brocas e pontas de flechas; rochas xísticas (serpentina) para picaretas, machados, martelos e talhadeiras; rochas vulcânicas cristalinas para mós; esteatita e cornalina para contas e pingentes semi-preciosos; osso para furadores, ganchos e pinos; chifres para picaretas, cabo de ferramentas de pedra e metal e alça para picaretas e machados; tubos de osso para armazenamento de pigmentos.